# Apple Mail
Apple Mail — почтовый клиент от Apple Inc. Входит в стандартную поставку macOS, iOS и iPadOS. 

## Возможности
- Поддержка нескольких учётных записей.
- Поддержка протоколов: SMTP, POP3, IMAP, LDAP и Active Directory.
- Фильтрация входящих сообщений по заданному критерию. Фильтрация спама.
- Поддержка почтовых сервисов iCloud Drive, Gmail, Yahoo! Mail, AOL Mail.
- Создание интеллектуальных почтовых ящиков (смарт-ящиков).
- В мобильной операционной системе iOS используется модифицированная версия Apple Mail, которая адаптирована под multitouch-управление и поддерживает технологию push-mail.
- Поддержка Microsoft Exchange Server 2007[1]. В Mail можно создать учётную запись Exchange 2007 для использования и синхронизации учётных записей и сообщений между Mail на компьютере под управлением Mac OS X и Outlook и Exhange на компьютерах под управлением Windows.
- Использование бланков при создании новых писем[2].
- Использование и манипулирование подписями для разных писем. Создание уникальных подписей с использованием HTML-кода.
- Поддержка плагинов.
- Интеграция с приложениями, технологиями Mac OS X: Адресная книга, iCal, iPhoto, Spotlight.